# Мушкетери назавжди
Мушкетери назавжди (англ. Musketeers Forever) — американсько-канадський пригодницький фільм 1998 року.

## Сюжет
Група колишніх таємних агентів відкривають джаз-клуб в Лас-Вегасі. Один з них закохується в індіанку й дізнається, що місцева індіанська резервація перебуває під загрозою через жадібність могутніх гангстерів. І, як три сучасних мушкетери, вони починають діяти.

## У ролях
- Майкл Дудікофф — Д'Артаньян
- Сільві Варакен — Ірина
- Лі Мейджорс — Бен О'Коннор
- Мартін Ньюфелд — Кентон Кроуфорд
- Деніел Пілон — Юлій Бонапарт
- Серж Уд — Роланд Локслі
- Сабіна Карсенті — Маліла
- Джейсон Кавалье — Майк
- Флінт Егіл — Токала
- Мішель Перрон — шериф Берк Дуглас
- Майк Канентакерон — Юка
- Тоні Калабретта — Фальконетті
- Андерсон Бредшоу — шериф
- Річард Робітейлл — заступник Сем
- П'єр Планте — бізнесмен
- Чуен Зен — китайський бізнесмен
- Альберто Дель Бурго — бізнесмен
- Річард Тассе — бізнесмен
- Григорій Гладій — головний російський гангстер
- Марк Десарді — російський гангстер
- Найджел Скентлебері — кишеньковий злодій
- Гучі Бой — охоронець Кроуфорда
- Біллі Ту Ріверз — старійшина
- Джордж Гілберт — Джордж
- Стівен Біттіз — поліцейський
- Наташа Роуз — танцівниця
- Лулу Х'юз — співачка
- Річард Д'Анжу — музикант
- Ден Георгеско — музикант
- Деніел Х'ю — музикант
- Френсін Бюва — співачка
- Карлін Бюва — співачка
- Рослін Стейсі — співачка
- Дженніфер Джейкобс — співачка
- Іріс Стейсі — співачка
- Джон Каное — боєць